# يوليوس جونز
يوليوس جونز (بالإنجليزية: Julius Jones)‏ هو لاعب كرة قدم أمريكية أمريكي، ولد في 14 أغسطس 1981 في بيغ ستون غاب في الولايات المتحدة.

## وصلات خارجية
- يوليوس جونز على موقع مرجع كرة القدم المحترفة.كوم (الإنجليزية)